# Шентвид-при-Стичні
Шентвид-при-Стичні (словен. Šentvid pri Stični) — поселення в общині Іванчна Гориця, Осреднєсловенський регіон, Словенія. Висота над рівнем моря: 321,5 м.